# 陈金堂
陈金堂，中国共产党党员，中华人民共和国政治人物。

## 生平
陈金堂曾任龙岩市新罗区苏坂镇党委书记。因在脱贫攻坚战中作出突出贡献，2021年2月25日全国脱贫攻坚总结表彰大会上，陈金堂被授予“全国脱贫攻坚先进个人”。
2021年，出任新罗区教育局局长。